# Фридрих Лудвиг (Хоенцолерн-Хехинген)
Фридрих Лудвиг фон Хоенцолерн-Хехинген (на немски: Friedrich Ludwig von Hohenzollern-Hechingen; * 1 септември 1688, Страсбург; † 4 юни 1750, дворец Линдих при Хехинген) от швабската линия на Хоенцолерните, е от 1730 г. 5. княз на Хоенцолерн-Хехинген, имперски фелдмаршал (31 март 1741).

## Биография
Той е най-големият син на 4. княз Фридрих Вилхелм фон Хоенцолерн-Хехинген (1663 – 1735) и първата му съпруга графиня Мария Леополдина Лудовика фон Зинтцендорф (1666 – 1709), дъщеря на граф Георг Лудвиг фон Зинтцендорф-Нойбург (1616 – 1681) и втората му съпруга принцеса Доротея Елизабет фон Шлезвиг-Холщайн-Зондербург-Визенбург (1645 – 1725). Баща му се жени втори път на 7 септември 1710 г. в Хехинген за Максимилиана Магдалена фрайин фон Лютцау (1690 – 1755), която е издигната равноправна на „Графиня фон Хомбург“ от император Карл VI.
Фридрих Лудвиг получава военно образование. Той е отдаден войник и ловец. Той става императорски генерал-фелдмаршал и главен командир на австрийските войски на Горен Рейн. При принц Евгений Савойски Фридрих Лудвиг се бие през Венецианиско-австрийската война срещу турците (1714 до 1718) против въстанали унгарци.
Фридрих Лудвиг поема през 1730 г. управлението на малкото княжество Хоенцолерн-Хехинген. Въпреки че е слаб финансово, той строи от 1739 до 1741 г. ловния дворец Линдих на 3 km западно от Хехинген. Дворецът става и лятна резиденция. Освен това той построява и ловния дворец Фридрихщал, югоизточно от Бол. Конфликтите с населението му се засилват.
Фридрих Лудвиг умира на 61 години неженен и бездетен на 4 юни 1750 г. в дворец Линдих и е погребан в Хехинген. Негов наследник е братовчед му Йозеф Фридрих Вилхелм.